# Eonio di Arles
Eonio di Arles (Chalon-sur-Saône, V secolo – Arles, 17 agosto 502) fu vescovo di Arles dal 485 fino alla sua morte. È venerato come santo dalla Chiesa cattolica.

## Biografia

### Arcivescovo di Arles
Nel marzo del 492 papa Gelasio I, appena eletto al Soglio Pontificio, gli scrisse per metterlo al corrente della propria elezione e per incaricarlo di informarne gli altri vescovi della Gallia: in questo modo il Papa riconosceva implicitamente alla Chiesa di Arles il primato sulle altre diocesi della Gallia.
Nel 498 una lettera di papa Anastasio II indirizzata ad Eonio rivela l'interesse della Chiesa di Gallia alle questioni della creazione dell'anima e del peccato originale.
Nel settembre del 499, Eonio partecipò alla celebre conferenza episcopale di Lione, che raggruppava cattolici ed ariani alla presenza del re Gundobado.
A quella data egli accolse il suo giovane parente (probabilmente nipote) Cesario, che aggregò al suo clero, lo ordinò prima diacono e poi sacerdote. Cesario fu designato come abate per ristabilire l'ordine in un monastero, nel quartiere di Trinquetaille o, più probabilmente, nell'Isola di la Cappe, sul fiume Rodano nei pressi di Arles.
Nel 500 papa Simmaco ristabilì nei suoi diritti di sede metropolitana l'arcidiocesi di Arles, la cui influenza si limitava tuttavia alla parte visigota della sua circoscrizione ecclesiastica.
In punto di morte e inquieto riguardo al suo successore, egli esortò il proprio clero e i cittadini di Arles a non scegliere altri che Cesario per sostituirlo.
Avendo ottenuto la promessa che la sua volontà sarebbe stata rispettata, destinò, per testamento, tutti i suoi beni al riscatto di prigionieri, piuttosto che al sollievo delle condizioni dei poveri della sua Chiesa, rendendo infine l'anima a Dio alla fine dell'estate del 502.
La sua salma fu inumata nella cripta della chiesa di Notre-Dame de Grâce, in una tomba che l'imperatore Costantino I aveva fatto predisporre per il figlio Crispo. 
Un'altra fonte sostiene che il sarcofago detto del l'Anastasie, sito in Alyscamps, sarebbe servito a contenere le spoglie del vescovo.

### Controversie sulla data del decesso e sul suo successore
La data esatta del suo decesso è tuttora incerta: si citano i XVI des calendes de septembre e il fatto che da tempo la Chiesa di Arles ne celebri la ricorrenza il 17 agosto, giorno supposto del decesso (dies natalis). Nonostante questa incertezza, la Chiesa ha fissato la sua memoria liturgica il 18 agosto. Lo stesso anno della sua morte è incerto (501 o 502) così come non è certo che il nipote Cesario ne sia stato il successore diretto., ma tra lui e il nipote vi fu un altro vescovo, certo Giovanni I, che tuttavia sedette sulla cattedra vescovile per non più di un anno.